# István Szabó (Politiker)
István Szabó (* 30. Oktober 1924 in Nádudvar, Komitat Hajdú; † 18. Juni 2017) war ein ungarischer Politiker der Partei der Ungarischen Werktätigen MDP (Magyar Dolgozók Pártja) sowie schließlich der Ungarischen Sozialistischen Arbeiterpartei MSZMP (Magyar Szocialista Munkáspárt). Auf dem XIII. Parteikongress am 28. März 1985 wurde er zum Mitglied des Politbüros des ZK der MSZMP gewählt und gehörte diesem obersten Führungsgremium der Ungarischen Sozialistischen Arbeiterpartei bis zum 12. April 1989 an.

## Leben
Der aus einer Kleinbauernfamilie stammende Szabó verließ die Grundschule mit acht Jahren und arbeitete zwischen 1937 und 1945 als Knecht und später bis 1951 als Landarbeiter in einem Technischen Zentrum für Landwirtschaft. 1951 gehörte er zu den Gründungsmitgliedern der Landwirtschaftlichen Produktionsgenossenschaft Vörös Csillag Tsz in Nádudvar und fungierte zwischen 1952 und 1990 als deren Vorsitzender. Zeitgleich trat er 1951 der Partei der Ungarischen Werktätigen MDP (Magyar Dolgozók Pártja) bei und wurde nach dem Volksaufstand Mitglied der daraus hervorgegangenen Ungarischen Sozialistischen Arbeiterpartei MSZMP (Magyar Szocialista Munkáspárt).
Als Kandidat der MSZMP wurde er am 16. November 1958 erstmals zum Abgeordneten des Parlaments (Országgyűlés) gewählt und gehörte diesem bis zum 16. Mai 1990 an. Anfangs gehörte er diesem für die Reserveliste der Patriotischen Volksfront (Hazafias Népfront) an, danach seit 19. März 1967 als Vertreter des 12. Wahlkreises des Komitat Hajdú-Bihar, seit dem 25. April 1971 für den 18. Wahlkreis des Komitat Hajdú-Bihar sowie seit dem 8. Juni 1985 als Vertreter des 14. Wahlkreises dieses Komitat, ehe er zuletzt ab dem 8. Juni 1985 wieder auf der Reserveliste der Patriotischen Volksfront gewählt wurde.
Am 24. November 1962 wurde er auf dem VIII. Parteikongress zunächst zum Kandidaten und dann auf dem IX. Parteikongress am 3. Dezember 1966 zum Mitglied des Zentralkomitees (ZK) der MSZMP gewählt, dem er bis Oktober 1989 angehörte. Des Weiteren fungierte er von 1967 bis 1989 als Präsident des Nationalrates der Produktionsgenossenschaften. 1973 wurde er darüber hinaus Präsident des Mais- und Pflanzenproduktionsverbandes (Hajdúsági Agráripari Egyesülés) und übte diese Funktion bis 1988 aus.
Auf dem XIII. Parteikongress am 28. März 1985 wurde er zum Mitglied des Politbüro des ZK der MSZMP gewählt und gehörte diesem obersten Führungsgremium der Ungarischen Sozialistischen Arbeiterpartei bis zum 12. April 1989 an. Während dieser Zeit war er zwischen Juli 1987 und 1989 Präsident des Arbeitskreises der Genossenschaften der MSZMP, dem er seit 1970 als Mitglied angehörte.